# After Hours (Jazzband)
After Hours ist eine Jazz-, Soul- und Bluesformation aus Hannover, bestehend aus Stephan Abel (Saxophon), Hervé Jeanne (Kontrabass), Lutz Krajenski (Hammond-Orgel, Klavier) und Matthias „Maze“ Meusel (Schlagzeug), die seit etwa 1999 existiert.
Das Repertoire von After Hours reicht von Swing-Klassikern über Latin- und Bossa-Nova-Songs, Jazz-Balladen bis hin zu bekannten Pop- und Soulkompositionen.
Das Quartett um den Saxophonisten Stephan Abel spielt eine Mischung aus Jazz, Blues und Soul. After Hours tritt entweder als Quartett oder zusammen mit Sängerinnen und Sängern auf, zum Beispiel Ken Norris, Ron Ringwood oder Cynthia Utterbach.
Zur Zusammenarbeit mit Roger Cicero kam es im Mai 2004, als After Hours und Roger zum Jazz-Festival nach Halberstadt eingeladen wurden. Sie kannten sich aus verschiedenen anderen Projekten.
Anfang 2005 erschien There I Go zuerst in Eigenproduktion, später wurde sie bei Jazzsick/Edel Contraire veröffentlicht.

## Diskografie
- 2003: After Hours – After Hours
- 2005: Roger Cicero & After Hours – There I go